# Omega Psi Phi

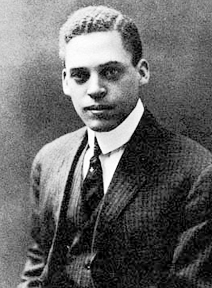
Ernest Everett Just, fondateur de la fraternité.

Omega Psi Phi (ΩΨΦ) est une fraternité internationale afro-américaine.
Elle fut fondée le 17 novembre 1911 par Ernest Everett Just à l'Université Howard de Washington.
Elle compte des membres hétéroclites comme Count Basie, David Satcher, Lexington Steele, Bill Cosby, Roscoe Robinson, Jr., Ronald E. McNair, Charles F. Bolden, Michael Jordan, Jerry Porter, Hildrus Poindexter, Jesse Jackson, Jr., Shaquille O'Neal.
Certains membres se sont fait tatouer un oméga "Ω" sur la poitrine de côté gauche près du cœur en honneur de cette fondation comme Michael Jordan.